# 哈瓦利省
哈瓦利省（阿拉伯语：‎），是科威特的一個省，位於該國中部，東、北臨海。面積80平方公里。2007年年底人口714,876人。首府哈瓦利。下分9區。